# Oportunizem
Oportunizem (tudi preračunljivost) je prilagajanje mišljenja ali ravnanja v trenutnih okoliščinah zaradi lastne koristi.

## Izvor besede
Beseda oportunizem se je v našem okolju začela uporablja v 20. stoletju. Oportunizem je tujka prevzeta prek nemške Opportunismus iz francoske opportunisme, tvorbe iz besede opportune v pomenu primeren, koristen, le ta pa iz lat. opportunus v enakem pomenu, izpeljane iz zveze ob portum (venies ventus) v pomenu proti pristanišču (prihahajoč veter). Beseda je torej prvotno pomenila pomorski izraz, ki je označeval primerne pogoje za plovbo.
Beseda oportunizem v današnjem pomenu je nastala leta 1869 in je sprva označevala ravnanje francoskega politika in državnika Léon Gambetta (1838-1882). Tudi slovenskega politika Frana Šukljeta se je oprijel vzdevek "fanatik oportunizma".

## Besedne zveze
V zvezi z besedo oportunizem se pojavljajo še naslednje besede:
- oportun, primeren, koristen
- oportunist, kdor prilagaja mišljenje,
- oportunističen, nanašajoč se na oportuniste ali oportunizem
- oportunistka, ženska oblika od oportunist
- oportuniteta, primernost, koristnost
- oportunost, primernost, koristnost
- oportunstvo, starejši izraz za oportunizem